# Giuseppe Saragat

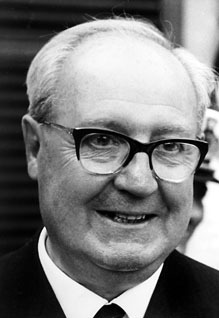
Giuseppe Saragat

Giuseppe Saragat (gängige Aussprache: [ʤuˈzɛppe ˈsaːraɡat]ⓘ, korrekte Aussprache: [ʤuˈzɛppe sara'ɡa:t]; * 19. September 1898 in Turin; † 11. Juni 1988 in Rom) war ein italienischer Politiker und von 1964 bis 1971 der fünfte Präsident der Republik Italien.

## Leben

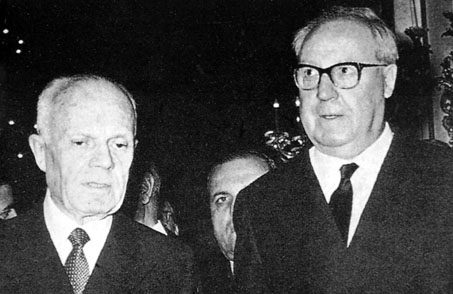
Giuseppe Saragat (rechts) 1979 mit Sandro Pertini

Saragat war Sohn einer aus Spanien stammenden sardischen Familie. Sein Vater wurde in Sassari geboren. Bis 1920 studierte Saragat. 1922 trat er der Vereinigten Sozialistischen Partei (PSU) bei. Während der faschistischen Herrschaft Benito Mussolinis lebte Saragat von 1926 bis 1943 im Exil in Österreich, Frankreich und der Schweiz, in engem Kontakt zu Pietro Nenni.
1943 kehrte er nach Italien zurück, schloss sich der Resistenza gegen die Republik von Salò an, geriet in deutsche Gefangenschaft, aus der er fliehen konnte, und ging nach Mailand, wo er zusammen mit anderen die Partito Socialista Italiano (PSI) wiedergründete. Dem Kabinett Bonomi II gehörte er als Minister ohne Geschäftsbereich an, bevor er von 1945 bis 1946 als Botschafter seines Landes in Paris tätig wurde. 1946 wurde er in die verfassunggebende Nationalversammlung gewählt, deren Präsident er bis 1947 war.
Als Alcide De Gasperi seine Aktionseinheit mit Sozialisten und Kommunisten aufkündigte, verließ 1947 unter Saragats Führung der rechte Flügel die Partei und gründete zur Fortsetzung der Regierungsbeteiligung die Sozialistische Arbeiterpartei Italiens (PSLI). Von 1949 bis 1951 war Saragat Generalsekretär dieser Partei, aus der 1951/52 durch die Fusion mit der Vereinigten Sozialistischen Partei (PSU) von Giuseppe Romita die Sozialdemokratische Partei Italiens (PSDI) wurde. An ihrer Gründung war Saragat aktiv beteiligt.
Bei den Wahlen 1948 trat er zusammen mit seiner neuen Partei gegen das Volksfrontbündnis des Partito Comunista Italiano (PCI) mit dem PSI an und bildete mit der Democrazia Cristiana eine Allianz, wofür er im linken Spektrum als „Sozialfaschist“ und „Renegat“ geschmäht wurde. Bei den Wahlen zur Abgeordnetenkammer erhielt seine Partei 7 %, im Senat 4,1 %, wodurch er von 1947 bis 1949 als stellvertretender Ministerpräsident und Sozialminister im Kabinett De Gasperi fungierte. Als überzeugter Reformist und Atlantiker setzte er sich für den Beitritt Italiens zur NATO und zum Marshallplan ein. Von 1954 bis 1957 gehörte er der italienischen Regierung erneut als Stellvertretender Ministerpräsident an. Von 1963 bis 1964 war er als Außenminister seines Landes tätig.
Am 28. Dezember 1964 wurde er mit den Stimmen u. a. der Sozialisten und Kommunisten zum Staatspräsidenten gewählt. Dieses Amt behielt er bis 1971, danach wurde er von Amts wegen Senator auf Lebenszeit. Im März 1976 trat er erneut das Amt des Generalsekretärs des PSDI an, von dem er bereits im Juni 1976 wegen einer Wahlniederlage seiner Partei zurücktrat. Von da an fungierte er als Parteipräsident.
Giuseppe Saragat führte als Staatspräsident folgende offizielle Auslandsreisen durch:
- 1965: Vatikanstadt, Dänemark (nicht offiziell) und Norwegen, Bundesrepublik Deutschland, Frankreich, Südamerikareise im September nach Brasilien, Uruguay, Argentinien, Chile, Peru und Venezuela; Polen, San Marino
- 1966: Dänemark, Schweden
- 1967: im September und Oktober Reise um den Globus mit Besuchen (oder Zwischenaufenthalten) in Kanada, Vereinigte Staaten, Tahiti, Fidschi, Australien, Singapur, Ceylon und Saudi-Arabien
- 1969: Vereinigtes Königreich, Jugoslawien
- 1970: Frankreich